# دوقة نيوكاسل أبون تاين مارغريت كافنديش

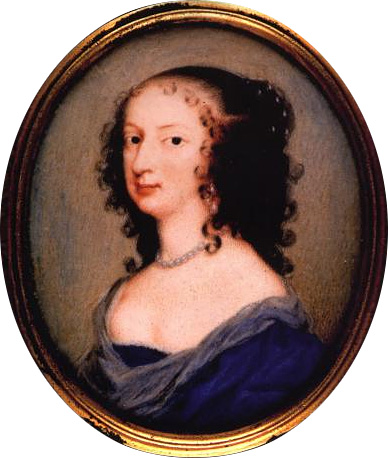
بورتريه لدوقة نيوكاسل أبون تاين مارغريت كافنديش

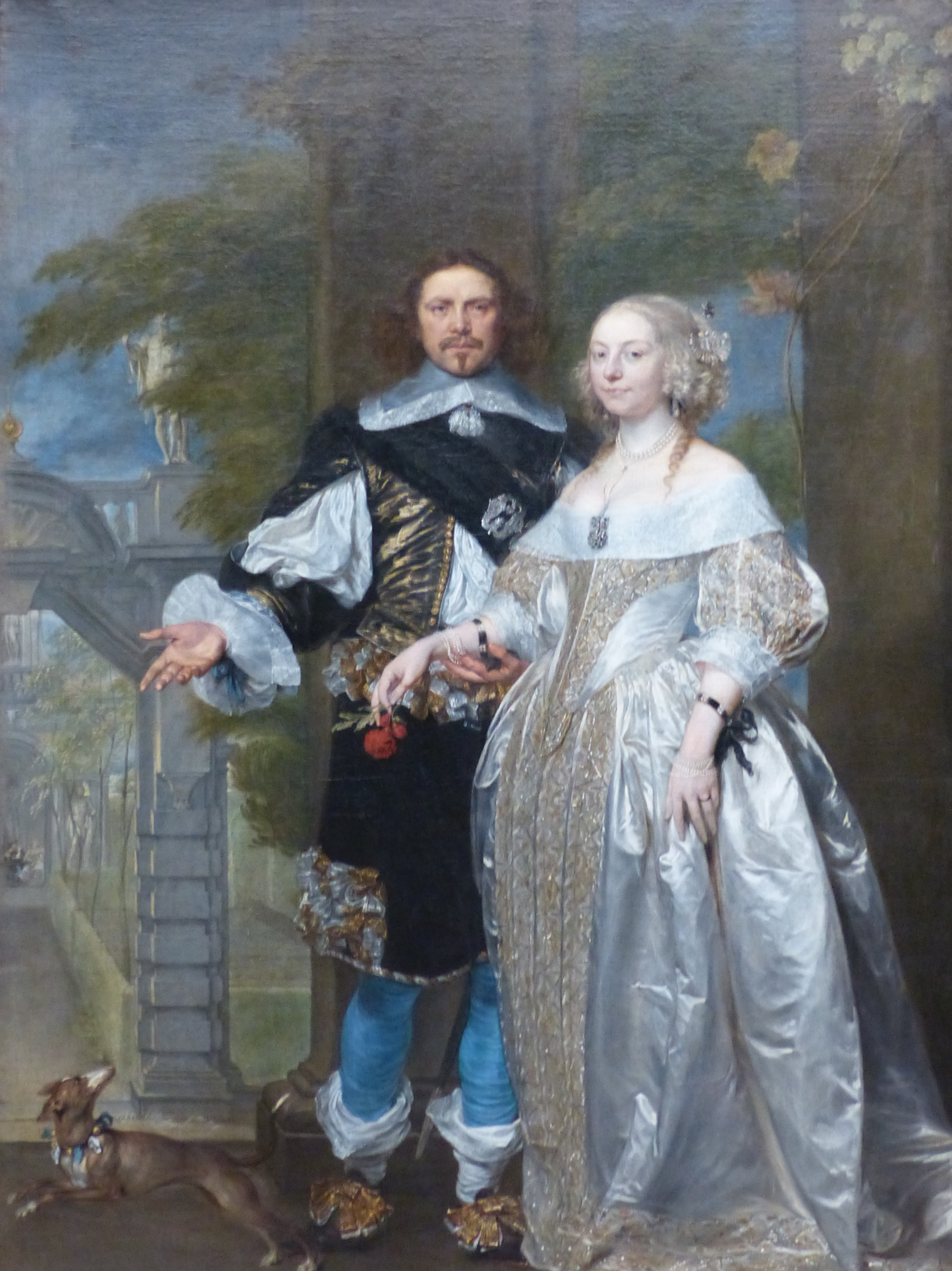
مارغريت كافنديش وزوجها دوق نيوكاسل أبون تاين الأول ويليام كافنديش

دوقة نيوكاسل أبون تاين مارغريت كافنديش (بالإنجليزية: Margaret Cavendish, Duchess of Newcastle-upon-Tyne)‏، (1623-15 ديسمبر 1673) هي كاتبة مسرحية، وكاتبة أدب خيالي، وعالِمة، وشاعرة، وفيلسوفة ارستقراطية إنجليزية عاشت في القرن السابع عشر. وُلدت باسم مارغريت لوكاس، كانت الأخت الصغرى لكل من السير جون لوكاس والسير تشارلز لوكاس الملكيين، وكان الأخير يملك قصر دير القديس جون في كولشيستر. أضحت مرافقةً للملكة هنريتا مارينا وسافرت معها في منفاها إلى فرنسا، وعاشت لمدة في قصر ملك لويس الرابع عشر حين كان شابًا. أصبحت الزوجة الثانية لويليام كافنديش، الدوق الأول لنيوكاسل أبون تاين، وذلك عام 1645 حين كان ماركيزًا.
كانت كافنديش شاعرة، وفيلسوفة، وكاتبة نثر رومانسي، وكاتبة مقالات، وكاتبة مسرحية تنشر باسمها الحقيقي في زمن كانت الكاتبات النساء ينشرن أعمالهن بأسماء مستعارة. تناولت كتاباتها مواضيع مختلفة، من ضمنها النوع الاجتماعي، والسلطة، والأخلاق، والمنهج العلمي والفلسفة. كان عملها الطوباوي الرومانسي المسمى «العالم الملتهب» أحد أولى الأمثلة عن أدب الخيال العلمي، وهي متفردة في نشرها على نطاق واسع في الفلسفة الطبيعية وبواكر العلم الحديث. نشرت عشرات من الأعمال الأصلية؛ ورفعت أعمالها المنقحة المدرجة عدد منشوراتها إلى واحد وعشرين.
دُوفِع عن كافنديش وانتُقدت كامرأة كاتبة رائدة في مجالها وفريدة من نوعها. رفضت الفلسفة الأرسطية والفلسفة الآلية بعمر السابعة عشر، مفضلةً النموذج الحيوي عوضاً عن ذلك. كانت أول امرأة تحضر اجتماعاً لدى الجمعية الملكية في لندن، وذلك عم 1667، وانتقدت وتفاعلت مع أعظم أعضاء وفلاسفة ذاك العصر من أمثال توماس هوبز ورينيه ديكارت وروبرت بويل. ادُعي أنها كانت مناصرة لحقوق الحيوان كمعارِضة مبكرة لإجراء التجارب غير الرحيمة على الحيوان.

## مطلع حياتها

### طفولتها

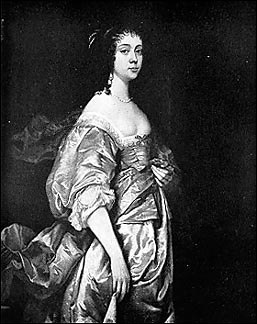
ماري لوكاس وهي إحدى شقيقات مارغريت كافنديش الأكبر سنًا

نُفي والد كافنديش، توماس لوكاس، بعد مبارزة نتج عنها موت «السيد بروكس الوحيد»؛ عُفي عنه من قِبل الملك جيمس وعاد إلى إنجلترا عام 1603. وكأصغر أخواتها الثمانية، كتبت كافنديش أنها قضت أوقاتاً رائعة مع أشقائها. لم تتلق تعليماً رسمياً لكنها حظيت بوصول إلى المكتبات المدرسية والأساتذة الخصوصيين، على الرغم أنها لمّحت أن الأطفال يصرفون القليل من الانتباه على الأساتذة الخصوصيين الذين كانوا «مظهراً شكلياً أكثر من كونهم ذوي نفع». في عمر مبكر، كانت كافنديش تدوّن أفكارها وتأملاتها على الورق في زمن لم يكن من الشائع أو من المقبول للمرأة أن تكون مفكرة على الملأ، لكنها حفظت مسعاها الفكري ضمن منزلها. كانت العائلة إحدى أهم الوسائل نسبياً، وأشارت كافنديش أن والدتها، رغم كونها أرملة، اختارت أن تُبقي عائلتها في وضع «ليس أقل بكثير» مما كانت عليه حين كان والدها حياً؛ وحظي الأطفال بوصول إلى الملذات النزيهة والمسرّات غير الضارة. لم تحصل والدتها على مساعدة تُذكر من الرجال.

### وصيفة الملكة هينريتا مارينا
حين كانت الملكة هنريتا مارينا في أكسفورد، ناشدت كافنديش أمها بنجاح كي تسمح لها أن تصبح إحدى وصيفات الملكة. رافقت كافنديش الملكة إلى منفاها في فرنسا. أبعد هذا كافنديش عن عائلتها للمرة الأولى. لاحظت أنه في حين كانت تتحلى بمقدار كبير من الثقة بين أشقائها؛ أصبحت متشحمة بشدة بين الغرباء. شرحت كافنديش أنها كانت خائفة من احتمالية أن تتكلم أو تتصرف بشكل غير لائق دون توجيه أشقائها، الأمر الذي يقف عقبة أمام طموحها بأن تلقى ترحيباً جيداً من الآخرين وأن تكون محبوبة. كانت تتكلم فقط حين الضرورة القصوى، وبناءً على ذلك، كان يُنظر إليها على أنها حمقاء. بررت كافنديش سلوكها بأنها تفضل أن تُسمى حمقاء على أن تُسمى غاشمة أو وقحة.

### زواجها من ماركيز نيوكاسل ويليام كافنديش
لاحظت كافنديش أن زوجها يحب عفة نفسها. صرحت أيضاً أنه كان الرجل الوحيد الذي غرقت في حبه، إذ أحبته ليس لمنصبه أو لثروته وسلطته؛ إنما من أجل صفات الجدارة والعدالة والامتنان والواجب والإخلاص التي كان يتحلى بها. كانت على يقين أن صفات كهذه من شأنها أن تجمع الناس معاً، حتى خلال الأوقات العصيبة. لم تنجب كافنديش أية أطفال، على الرغم من الجهود المبذولة من قِبل الطبيب الخاص بها لمساعدتها على الإنجاب. كان لزوجها خمسة أطفال من زواجها السابق نجوا في فترة الطفولة، واثنتين منهما، جين وإليزابيث، كتبتا مسرحية كوميدية بعنوان «الخيالات المستترة». كتبت كافنديش لاحقاً سيرة ذاتية لزوجها بعنوان «الحياة الثالثة للأمير الجبار اللامع والنبيل ويليام كافنديش».

### شخصيتها وصحتها
أكدت كافنديش في مؤلفها «علاقة حقيقية لولادتي وتربيتي وحياتي» أن طبيعتها المحتشمة، التي تصفها ب «السوداوية» قد جعلتها «تندم لخروجها من المنزل لرؤية العالم الخارجي» تجلت هذه الطبيعة السوداوية في إحجامها عن الحديث عن عملها في الميادين العام.

## قصائد وخيالات (1653)
«قصائد وخيالات» هو مجموعة من القصائد والرسائل وبعض النثر المكتوبة من قِبل كافنديش بمواضيع مختلفة. وشملت الموضوعات الفلسفة الطبيعية، والذرات، وتجسيد الطبيعة، والعوالم الكبرى وتلك المصغرة، والعوالم الأخرى، والموت، والحروب، والصيد، والحب، والشرف، والشهرة. تتخذ قصائدها أحياناً شكل حوارات بين أشياء مثل الأرض والظلام، وشجرة السنديان ورجل يقطعها، والسوداوية والمرح، والسلام والحرب. اتخذت كتابات كافنديش شكل الخيال الشعري، والتعليم الأخلاقي، والآراء الفلسفية، والحوار، والخطابات والأشعار الرومانسية. يتضمن كتاب «قصائد وخيالات» أيضاً «برلمان الحيوان»، وهو نص نثري يتألف بشكل كبير من الخطابات والرسائل. تنتهي المجموعة بأفكار كافنديش حول كتاباتها، وبإعلان يروج مؤلفاتها المستقبلية.

## معرض صور

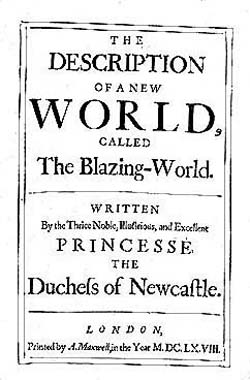
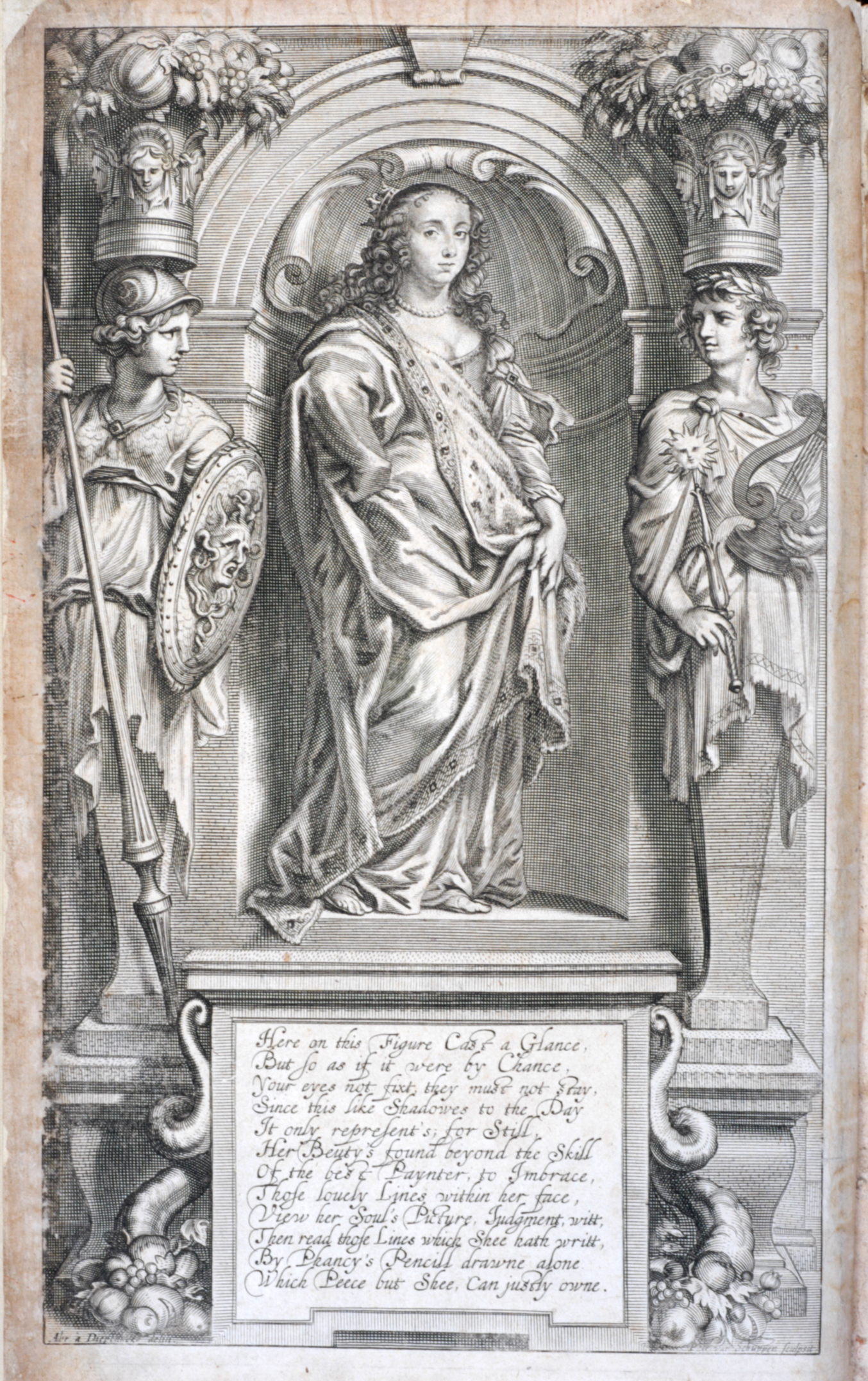
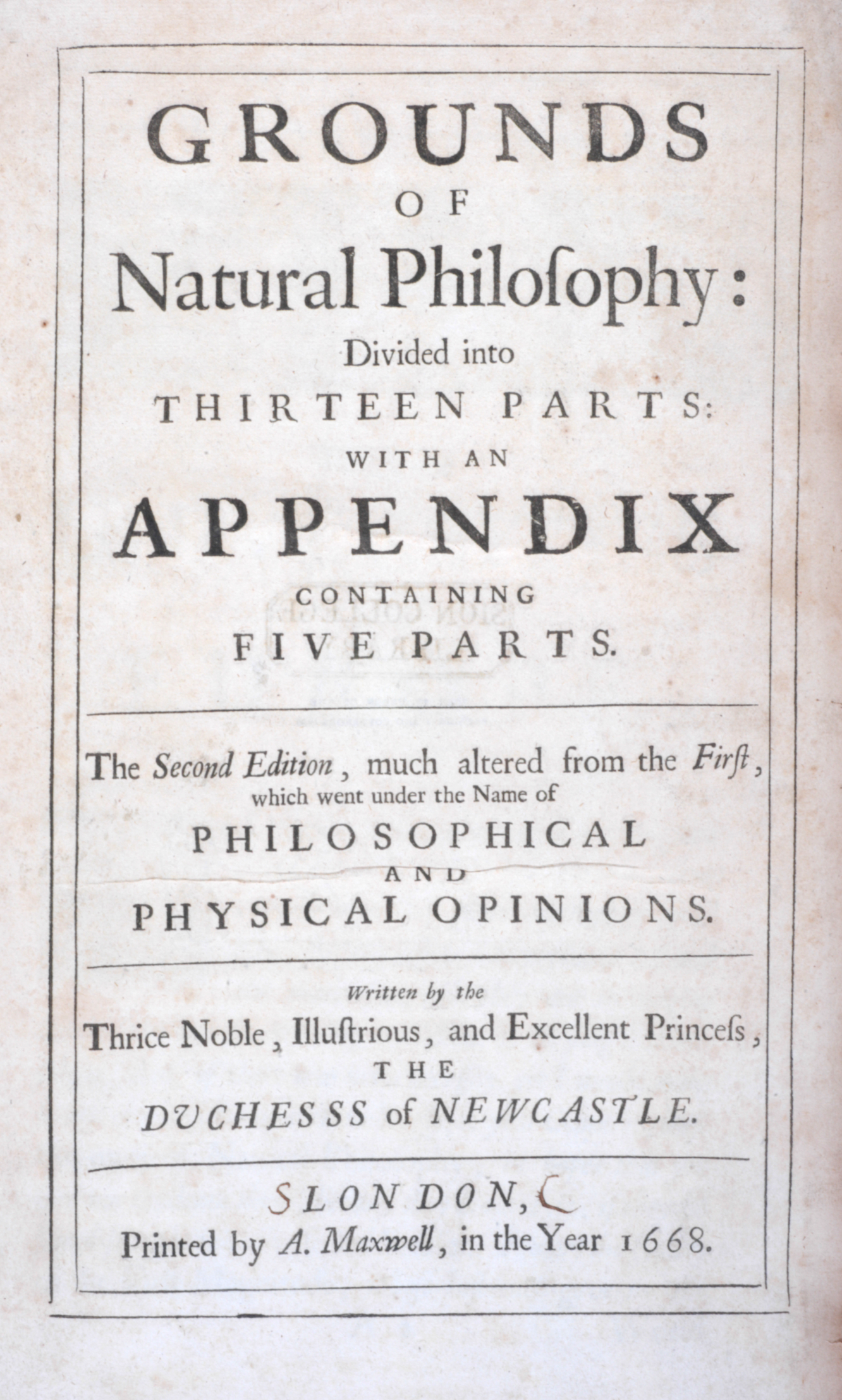
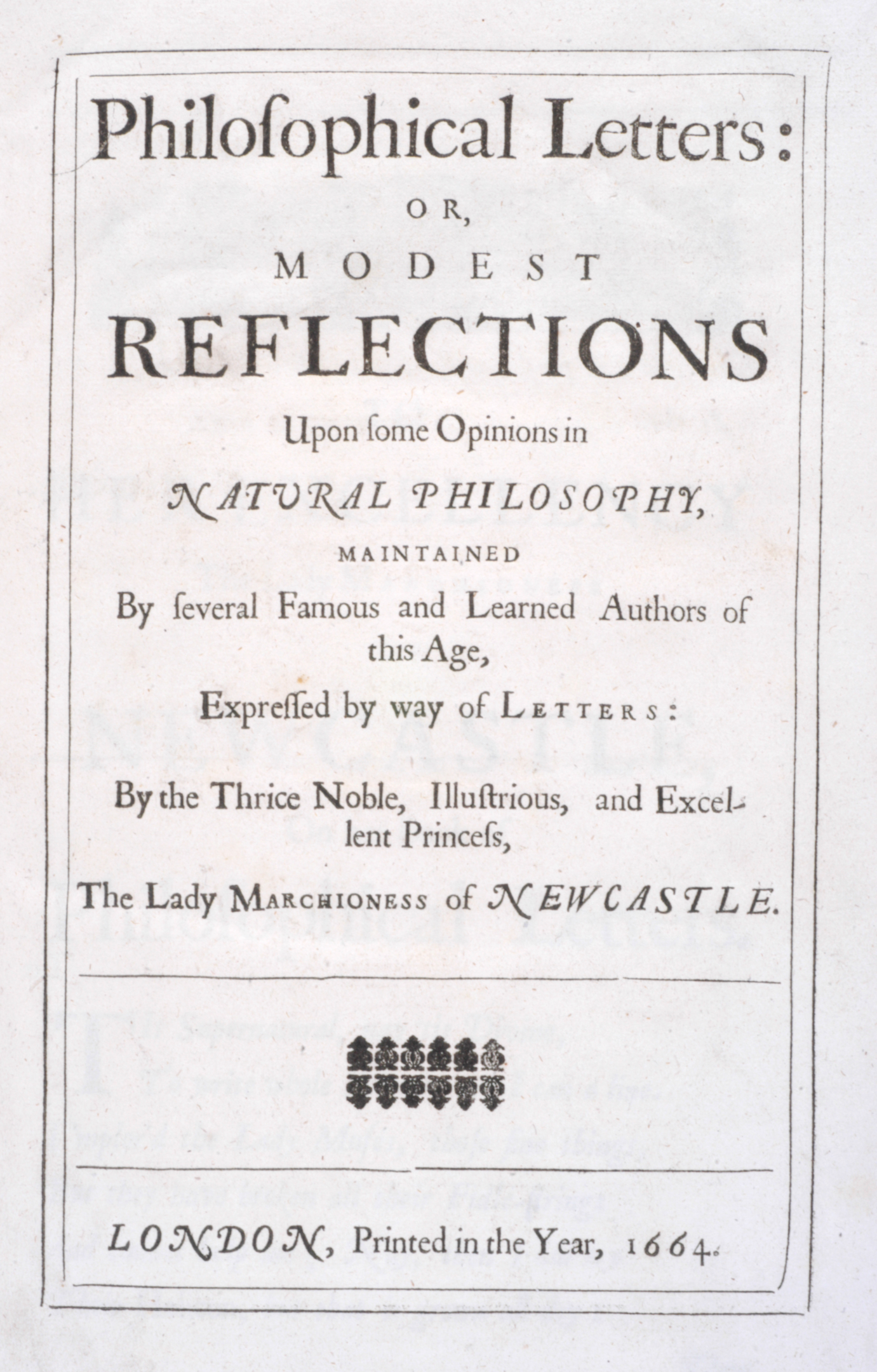